# Los Lunas dekalog stenen
Los Lunas dekalog stenen bærer en temmelig regulær inskription, som af nogle bliver fortolket som en forkortet version af dekalogen, de 10 bud, ristet ind i den flade overflade af en stor sten ved foden af Hidden Mountain ved Los Lunas i New Mexico, omkring 56 km syd for Albuquerque. Sproget er ifølge nogle hebraisk og skrevet på palæohebraisk med nogle få græske bogstaver. Tetragrammatonet YHWH med vokaler "Yahweh" forekommer fire gange på stenen.
Stenen blev først kendt i 1933, da arkæologen, professor Frank Hibben fra University of New Mexico, så den. En guide viste ham den og hævdede at have fundet stenen som dreng i 1880'erne.
Stenen vejer over 80 tons. Det er årsagen til at den ikke blev flyttet til et museum eller laboratorium for nærmere undersøgelser.
Hvis stenen blev kendt i videre kredse kunne den indtage sit plads blandt de klassiske nordamerikanske pseudoarkæologiske artefakter; Kensington-runestenen, Dighton Rock og Newport Tower.